# Zakazana magia
Księga pierwsza: Zakazana magia (ang. Magyk) – pierwsza książka z cyklu powieści fantasy o młodym czarodzieju Septimusie Heapie, autorstwa angielskiej powieściopisarki Angie Sage. Seria opowiada o Septimusie Heapie, siódmym synu siódmego syna, obdarzonym nadzwyczaj magicznymi zdolnościami. Okładka książki nawiązuje do dziennika, który Marcia zrobiła dla Septimusa, ze Smoczym Pierścieniem leżącym na wierzchu.

## Fabuła
Siódmy syn siódmego syna, Septimus Heap, został wykradziony w noc swoich narodzin przez położną, która mówi jego rodzicom, że nie żyje. Tej samej nocy, ojciec dziecka, Silas Heap, natyka się na zawiniątko w śniegu zawierające nowo narodzoną dziewczynkę z fioletowymi oczami. Heapowie przyjmują bezbronne niemowlę do domu, nadają jej imię Jenna i wychowują jak własne. Ale kim jest ta tajemnicza dziewczynka, i co tak naprawdę stało się z ich ukochanym synem, Septimusem?